# Apprenance
L'apprenance est un néologisme qui définit une attitude et des pratiques individuelles et collectives. C'est une attitude dynamique consciente permettant à une personne ou un collectif d’accroître sa capacité à traiter des situations complexes. Le mot « conscient » signifie qu’apprendre repose sur un acte volontaire. Le mot « dynamique » représente le mouvement vers un inconnu, un progrès souhaité. L'apprenance s’applique à la personne, comme au collectif, qu’il s’agisse d’équipe, de réseau, de cercle, ou d’organisation. Elle exprime une volonté d’apprendre à plusieurs niveaux : individuel, organisationnel, interorganisationnel, territorial et sociétal. C'est la démarche utilisée par les organisations apprenantes. L’apprenance se distingue enfin de l'apprentissage qui a une dimension plus événementielle que globale, plus individuelle, parfois plus contractuelle, du « maître » à « l’élève ». Apprenance et apprentissage sont néanmoins deux attitudes complémentaires.
L’apprenance, c’est grandir en faisant des choses qu’on n’a jamais faites auparavant et se mettre en question. C’est s’interroger sur ce que l’on a appris autant que sur le résultat atteint. C’est se détacher de ses habitudes et investir sur soi, sur ses propres talents, sur son propre avenir. Cela permet de s'enrichir de sa propre réflexion dans l’action, des découvertes des uns et des autres, des enseignements en groupe, de fluidifier la circulation de l'expérience, et de s’adapter aux changements. C’est travailler en transparence dans des réseaux transverses formels ou informels.
Dans un environnement de plus en plus changeant et évolutif, l'organisation doit apprendre à se mouvoir. Elle est comparable à un organisme vivant dont l’existence biologique est faite d'interactions. Les différences sont et font sa richesse, la créativité se développe, l'intelligence collective émerge. Ce néologisme est apparu dans la première moitié des années 1990 aux Etats-Unis, lié aux travaux de Peter Senge et d'Alain Gauthier, et en France à ceux d'Hélène Trocmé-Fabre. Il est repris en France notamment dans la revue Management et conjoncture sociale no 518, par Thierry Groussin puis par Jacques Chaize dans Le Grand écart en 1998.

## L'apprenance: vision de Philippe Carré
Philippe Carré propose en 2005 une définition de l'apprenance dans son essai[réf. nécessaire]. L'apprenance est selon lui un « ensemble stable de dispositions affectives, cognitives et conatives, favorables à l'acte d'apprendre, dans toutes les situations formelles ou informelles, de façon expériencielle ou didactique, autodirigée ou non, intentionnelle ou fortuite ».
L'apprenance répond donc à un besoin et est un état d'esprit à appliquer tout au long de sa propre formation en tant qu'apprenant. Une « pensée inversée » qui nous met à la place de la personne ayant besoin de l'apprenant comme professionnel de sa discipline propre. L'adulte se forme seul, les formateurs ne sont que des facilitateurs. Cela implique en tant qu'apprenant de trouver réponse à 3 questions : pourquoi apprendre, comment apprendre et où apprendre. Il est important cependant de bien faire la distinction entre apprenance et auto-formation.

## Pourquoi apprendre?
Le processus le plus pertinent à un apprentissage est celui de la motivation. En effet la motivation joue un rôle essentiel dans l’apprentissage, elle fait office d’engagement pour une activité déterminée et se définit par une intensité ajustable assurant la prolongation de l’activité jusqu’à l’aboutissement ou l’interruption, elle se présente généralement comme un « déploiement d’énergie ». La motivation peut être extrêmement variable chez un individu selon la nature de l’activité et l’importance qu’il accorde à cette même activité.
Il existe différents modèles de motivation, par exemple la recherche d’expériences positives et l’évitement d’expériences négatives, mais il faut retenir que ces modèles restent variables selon les individus car chaque personne à sa propre vision de ce qui est positif ou négatif.
Il existe aussi des théories de la motivation comme la théorie de l’attribution (Heider, 1958) qui permet d’expliquer les comportements en leur attribuant des causes internes (traits de personnalité, motivation…) ou externes (chance, situation favorable ou non…). Par exemple, si vous obtenez une mauvaise note à une évaluation vous chercherez à expliquer cet échec soit par une cause interne (j’ai une mauvaise note parce que je ne me suis pas assez préparé.e pour cette évaluation…) ou externe (j’ai une mauvaise note parce que le professeur n’a pas laissé assez de temps pour réaliser cette évaluation…).
La théorie de l’autodétermination (Deci & Ryan, 1985) qui s’intéresse à l’étude de la motivation et de la personnalité en prenant en compte les sources intrinsèques ou extrinsèques de la motivation et les facteurs sociaux, environnementaux et culturels susceptibles de faire varier la motivation chez un individu. On prendra l’exemple des récompenses. Si cette dernière est de l’argent, cela fait baisser la motivation intrinsèque car elle crée une dépendance de la récompense alors que la rétroaction verbale (félicitations) participe à l’augmentation de la motivation intrinsèque.
Ou encore la théorie du comportement planifié qui stipule que « les décisions précédant un comportement donné résultent d’un processus cognitif et émotionnel dans lequel le comportement est indirectement influencé par l’attitude envers l’action, les normes subjectives et le contrôle du comportemental perçu » (Ajzen, 1991). Cette théorie utilise en réalité 3 variables socioculturelles, tout d’abord la désirabilité du comportement et ses conséquences (attitude par rapport au comportement), ensuite l’influence et l’opinion des proches sur le comportement (normes sociales) et pour finir les croyances sur les capacités de l’individu à réussir le comportement (auto-efficacité).
Ces modèles et théories ont participé à l’amélioration des apprentissages mais il est important de garder en tête que la motivation est une notion variable d’un individu à l’autre tout comme l’intérêt perçu.

## Comment apprendre?
L’apprentissage est un ensemble de processus qui mènent à l’acquisition de savoirs, de savoir-faire ou de connaissance.
En psychologie et plus particulièrement dans le courant behavioriste, l’apprentissage est identifié comme une réponse adéquate à un stimulus extérieur. Cela cause un changement de comportement qui sera mesurable et persistant, ce qui permet au sujet d’élaborer une nouvelle construction mentale ou d’en modifier une déjà existante.
Il existe plusieurs façons d’apprendre, comme l’auto-formation et l’apprentissage vicariant.
Concernant l’auto-formation, il s’agit de se former soi-même avec plus ou moins de ressources provenant des institutions enseignantes ou formatives, l’individu employant cette méthode est appelé « autodidacte ». Il est courant au XXIe siècle de rencontrer cette pratique car il existe de nombreux réseaux d’apprentissage ou de groupes d’échange de savoirs. Mais attention, chaque système a ses propres limites. On ne peut pas apprendre sans les autres. Gaston Pineau a proposé un modèle de l’autoformation qui repose sur trois pôles : le monde, les autres et soi-même.
L’apprentissage vicariant repose sur l’observation d’un pair (formateur, leader) exécutant le comportement à adopter. C’est Albert Bandura qui en introduit ce concept d’apprentissage en 1986, mais il n’a commencé à être utilisé qu’à partir des années 90 en sciences médicales, notamment dans la formation des infirmiers. Bandura explique que l’observation permet l’assimilation de comportements et de savoir-faire sans passer par les phases d’essais et d’erreurs.
Ce type d’apprentissage est en fait tiré des concepts qui se rapportent à la théorie socio-cognitiviste de Bandura, laquelle résulte de l’interaction de trois facteurs : le traitement cognitif, affectif, et motivationnel des évènements et de l’expérience vécue par l’individu ; les modèles d’action et leurs schémas comportementaux ; l’environnement matériel et social. On peut donc parler d’une triade entre l’individu, l’environnement et le comportement.

## Où apprendre?
Il y a plusieurs lieux propices à l’apprentissage tels que les réseaux apprenants, les Ateliers de Pédagogie Personnalisée, les cercles d’études, l’auto-organisation ou encore les Learning center.
Un réseau apprenant est « un lieu d’écoute et de libération de la parole sur les dysfonctionnements, c’est aussi un espace d’expérimentation permettant de développer la capacité d’adaptation de l’entreprise » (J.P. Hureau). C’est-à-dire que c’est un réseau dans lequel les apprenants vont pouvoir exprimer leur vision du dysfonctionnement, ils vont chacun apporter des idées, des expériences afin de résoudre un problème commun en faisant preuve d’adaptabilité.
Les ateliers de pédagogie personnalisée (APP) sont des espaces de formation au sein desquels est mise en oeuvre une démarche pédagogique centrée sur la personne et sa capacité à agir. Ce lieu, espace de formation ouvert, permet l'accès aux savoirs de base, au socle des connaissances et de compétences professionnelles et plus largement aux compétences clés européennes, à tout public adulte. La démarche garantit le développement de l'autonomie des apprentissages.  
Un cercle d’étude permet d’acquérir de nouvelles capacités et de résoudre des problèmes par des actions adaptées en milieu de travail en formant des petits groupes de discussion, généralement d’une dizaine de personnes. Cette méthode permet aux apprenant de prendre des décisions en tenant compte des différents points de vue, et avis exposés au préalable.
L’auto-organisation est un concept un peu différent puisqu’il s’agit d’un groupe d’individus travaillant ensemble à leur manière dans le but d’atteindre un but commun. Traditionnellement, une personne souvent hiérarchiquement supérieure aux membres du groupe va définir quel membre travaillera sur quelle tâche et de quelle manière alors que dans le cas d’une auto-organisation, les membres du groupe vont eux-mêmes définir qui fera quoi et comment il le fera.
Les Learning center est un environnement propice à l’apprentissage, centré sur l’apprenant dans lequel il est possible de se confronter à la connaissance sous différentes formes (documents physiques ou numériques). C’est aussi un lieu de vie et d’échange, il est en effet possible d’y rencontrer des « personnes ressources » comme des enseignants ou des chercheurs par exemple. Cet environnement dispose de zones de silence afin de travailler dans le calme individuellement et de zones de travail de groupe et d’un espace détente.
L’environnement dans lequel l'individu se trouve est très important lorsqu’il s’agit d’une situation d’apprentissage. En effet, en prenant deux apprenants (A et B), ayant potentiellement les mêmes capacités. A révise pour un examen important chez lui, sa petite sœur fait beaucoup de bruit et son père regarde la télévision tandis que B révise pour le même examen dans une bibliothèque. A devra fournir plus d’efforts que B pour retenir les informations et son apprentissage sera beaucoup moins complet que celui de B seulement à cause de l’environnement dans lequel il se trouve. On peut en conclure que l’environnement joue un rôle majeur en situation d’apprentissage.

## Autoformation et organisations apprenantes
La question de l'autoformation étant sujet à un véritable débat depuis les années 1980, P. Carré a tenté d'éclaircir le sujet au travers de sa galaxie de l'auto-formation. On trouve comme dans une galaxie, des systèmes et autre ramifications : en somme, une variété d'approches et de courants pour définir et asseoir la définition même de l'autoformation. P. Carré, toujours dans une approche essentiellement cognitive, a cherché à démontrer comment les gens font pour apprendre seul. Résumé, la réponse est « seul, mais jamais sans les autres ».
Face à la formation existentielle, l'organisation apprenante : elle forme des individus à apprendre ses propres principes en tant qu'organisation. On peut parler d'autoformation sous l'angle des organisations. La question de l'organisation apprenante ne peut être découplée de l'autoformation tant ces dernières sont intrinsèquement liées.

## Les réseaux apprenants: l'apprenance à l'échelle de l'entreprise.
En associant l'apprenance aux nouveaux systèmes d'organisations basés sur les réseaux sociaux, les réseaux apprenants sont un nouveau moyen privilégié pour favoriser l’engagement des salariés et donner au manager une nouvelle posture basée sur l’influence.
Selon Thierry Raynard, référent des réseaux apprenants à la SNCF, la définition des réseaux apprenants est : « Apprendre ensemble dans l’action, autour d’un objet de travail, pour co-construire, dans son cercle d’influence, le changement avant de le conduire ». C'est le parti pris du potentiel humain individuel et collectif.
- « Quand vous mettez une machine en route, elle commence à se dégrader, quand vous mettez un homme en route, il commence à s’améliorer » John von Neumann, mathématicien, précurseur de l’informatique (1903 - 1957).
- « Seul on va plus vite, ensemble on va plus loin » auteur de la citation inconnu.

Pour faire des managers les acteurs du changement en partant de la réalité opérationnelle, susciter l’engagement des équipes et créer une dynamique d’adaptation permanente primordiale dans un monde où l’avantage concurrentiel ne saurait être permanent, la mise en œuvre des principes de l’intelligence collective est dorénavant préconisée. Les réseaux apprenants dont le but est de regrouper un grand nombre d’acteurs opérationnels dans la stratégie, l’innovation et les sauts de performance afin de confronter leurs visions et faire face à un changement, constituent la démarche à entreprendre et marquent le besoin d’une rupture culturelle au sein des organisations professionnelles, de coopération. 
Avec l'objectif de libérer la parole et re-dynamiser les collectifs, les réseaux apprenants constituent des dispositifs de changement au cœur de l'activité avec le souci de la performance et du bien-être.

## L’organisation apprenante pour penser et agir sur le travail
Les notions d’apprenance et d’entreprise apprenante présentent quatre caractéristiques majeures :
- créer les modalités permettant aux salariés de devenir acteurs et producteurs des conditions dans lesquelles ils travaillent ainsi que de faire l’apprentissage de nouvelles pratiques en situation réelle de travail ;
- apprendre ensemble à s’ajuster en réunissant les différents niveaux hiérarchiques ; travailler les solidarités locales ; ne pas hésiter à aborder les écarts de points de vue ;
- organiser le travail en tenant compte de la part de savoir de chaque salarié, et assembler ces savoirs — ce qui n’est autre que de l’intelligence collective ;
- faire expérimenter par les acteurs eux-mêmes les innovations qu’ils ont produites, dans leur cercle d’influence.

La philosophie de l’apprenance permet de développer une culture forte du client car elle aide à s’ouvrir à des besoins nouveaux et évolutifs. Elle habitue à prendre du recul, à être décentré, à accepter d’être secoué dans ses représentations, à entendre d’autres points de vue et à bouger. Aussi l’organisation apprenante répond-elle particulièrement au besoin de développement d’une culture de service qui nécessite une adaptation permanente et des marges de manœuvre en réponse aux besoins du client. 
Depuis 2002, une autres forme d'apprenance elle aussi basée sur la prise de recul à la suite d'une expérience professionnelle, a vu le jour en France. La VAE (validation des acquis de l'expérience), permet à toute personne de faire valider les acquis de son expérience professionnelle. Ce terme flou est défini depuis 2005 à la suite d'un rassemblement de concepts pour contextualiser le phénomène afin de mieux assurer la reconnaissance des apprenants passant par ce dispositif. Le dispositif tente, au travers d'un diplôme ou d'une certification, d'assurer une reconnaissance globale des savoirs et savoir faire de l'apprenant pour qu'il soit perçu comme compétent dans ses futures expériences professionnelles.

## L'émergence de nouvelles pratiques dans les organisations
Les réseaux apprenants aident les dirigeants à mettre les organisations en mouvement en encourageant le pouvoir d'action des collaborateurs et leur prise d'initiative. Pour impulser une telle évolution des modes de management, il importe de travailler en premier lieu auprès des équipes dirigeantes. De nombreuses entreprises mènent des expérimentations et des recherches sur la possibilité de refonder le management en ce sens, en particulier au Canada, en Europe du Nord et dans une partie de l'Asie. La France quant à elle est nettement moins avancée. Dans de grandes organisations, l'on voit cependant des groupes de managers se réunir régulièrement autour des problématiques et des enjeux des démarches apprenantes. Des communautés d'apprentissage variées se constituent à l'intérieur ou en marge des organisations. Leur développement est facilité par le potentiel de connexion d'internet. Malgré ces initiatives, il est important de souligner des inégalités existantes quant à l'accès à la formation. Pour le cas de la France, ce problème d'accès (comme phénomène sociologique touchant une ou des populations) est perçu comme une explication à la non-participation pour se former. Par non participation, on entend le fait de ne pas se sentir légitime à accéder à une formation en raison de son origine sociale et des moyens à dispositions, si ces derniers sont jugés insuffisants. Dans le monde Anglo-Saxon, on y perçoit en revanche des critères plus vastes, dont la participation moindre des organisations pour favoriser la formation. Les organisations investiraient donc moins et in extenso formeraient moins qu'ailleurs.